# Корниенко, Игорь Александрович
Игорь Александрович Корниенко (15 марта 1964 — 6 января 1995) — Герой России. Погиб при штурме Грозного.

## Биография
Родился 15 марта 1964 года в городе Новоград-Волынский Житомирской области.
Выпускник Бакинского высшего общевойскового командного училища (1985). В 1994 возглавлял штаб 33-го мотострелкового Берлинского Донского казачьего полка 20-й гвардейской Прикарпатско-Берлинской Краснознамённой ордена Суворова мотострелковой дивизии 8-го гвардейского армейского корпуса Северо-Кавказского военного округа.
С декабря 1994 года в составе своего полка участвовал в Первой чеченской войне.
1 января 1995, когда во время тяжёлых боев в районе Республиканской клинической больницы г. Грозный был ранен командир полка В. Верещагин, его обязанности принял на себя майор Корниенко.
Под его руководством была организована переправа через реку Сунжа с захватом и удержанием плацдарма. 6 января 1995 года воины 33-го мотострелкового полка совместно с другими частями участвовали в обороне захваченного ранее здания военного колледжа. Благодаря правильно организованной обороне солдаты полка отразили несколько атак противника.
В тот же день, 6 января, Корниенко погиб в результате миномётного обстрела, когда мина противника разорвалась рядом с группой офицеров 8-го армейского корпуса.
Указом Президента Российской Федерации от 15 мая 1995 Игорю Александровичу Корниенко посмертно присвоено звание Героя Российской Федерации с вручением семье погибшего медали «Золотая Звезда» № 165.
Похоронен И. А. Корниенко в Волгограде. Перезахоронен в посёлке Нахабино Красногорского района Московской области.